# ギル・ジェラード
ギル・ジェラード（Gil Gerard、1943年1月23日 - ）は、アメリカ合衆国の俳優。

## 出演作品
- ゴーストライダーズ
- スカイ・ファイター
- スケルトンライダー
- エア・レイジ
- ザモラ
- アース・フォース
- ドッグ・イン・フォース／地獄の特攻野郎たち
- 狙われた女／イーデン・パーク殺人事件
- カンフー・ボーイ／最後の旗士
- エアポート'８５
- 結婚専科
- キャプテン・ロジャース（キャプテン・ロジャース）
- 25世紀の宇宙戦士キャプテン・ロジャース（ウィリアム・バック・ロジャース）
- エアポート'77／バミューダからの脱出（フランク・パワーズ）